# Rhopus brachypterous
Rhopus brachypterous är en stekelart som beskrevs av Xu 2004. Rhopus brachypterous ingår i släktet Rhopus och familjen sköldlussteklar. Inga underarter finns listade i Catalogue of Life.